# Khedgi, Indi
Khedgi là một làng thuộc tehsil Indi, huyện Bijapur, bang Karnataka, Ấn Độ.